# Erich Otto Kühn

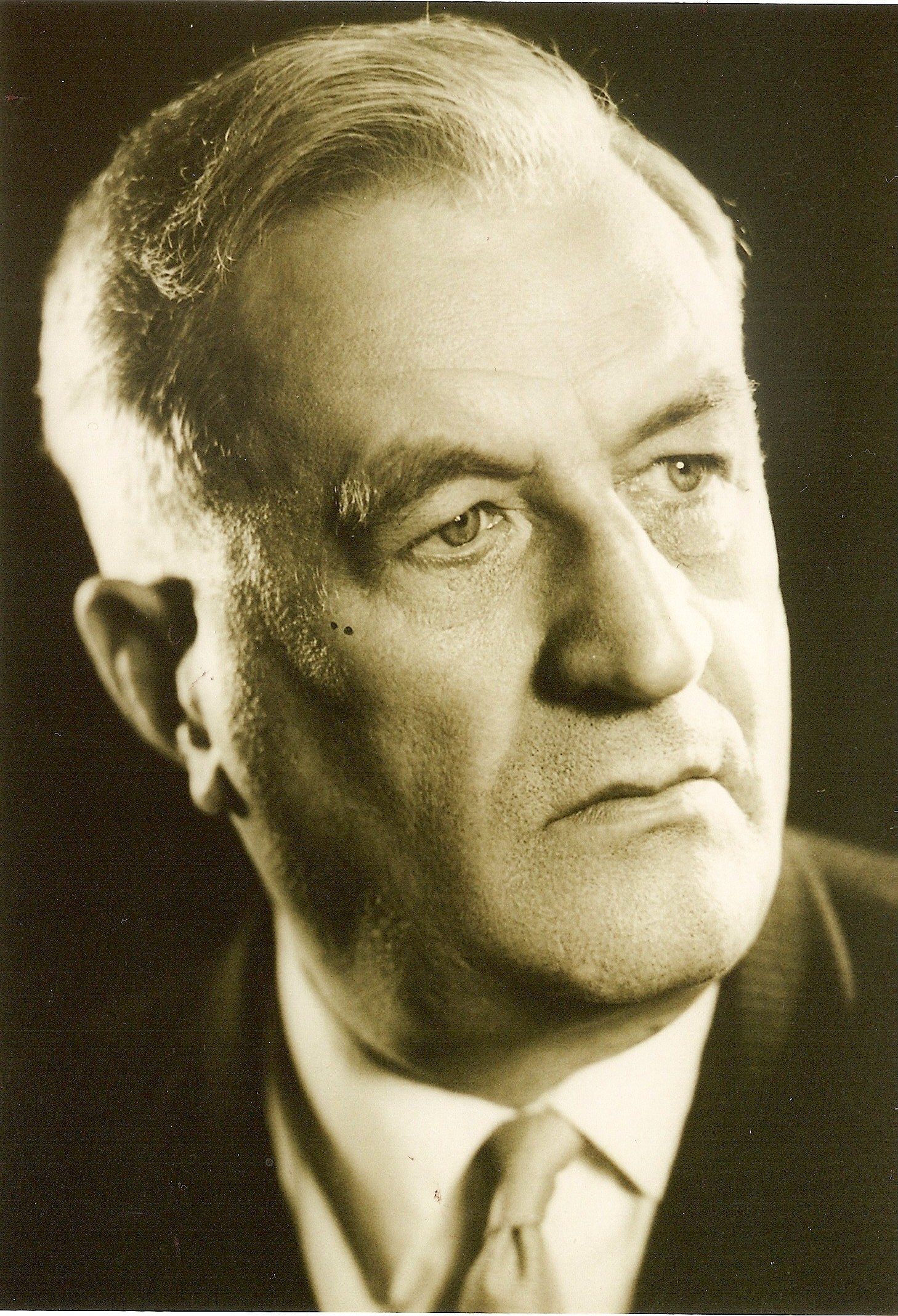
Erich Otto Kühn, 1960

Erich Otto Kühn (* 14. Dezember 1902 in Hochhausen/Neckar; † 27. Mai 1979 in Mannheim) war ein deutscher, evangelischer Pfarrer, Gründer der Neckarauer Liebeswerke und Gründer des Johann-Sebastian-Bach-Gymnasiums in Mannheim-Neckarau.

## Herkunft und Kindheit
Als Sohn des Hauptlehrers Otto Kühn und seiner Ehefrau Maria, geb. Kolb, wurde Erich Otto Kühn am 14. Dezember 1902 in Hochhausen am Neckar geboren. Sein Vater war Verwalter der Hauptlehrerstelle. Eine jüngere Schwester wurde in Karlsruhe geboren, wohin der Vater an die Bürgerschule versetzt war. Bis zum fünften Lebensjahr besuchte er die Seminarvorschule beim Lehrerseminar I. und wechselte an das humanistische Gymnasium in Karlsruhe, an dem er 1921 das Abitur ablegte.

## Studium

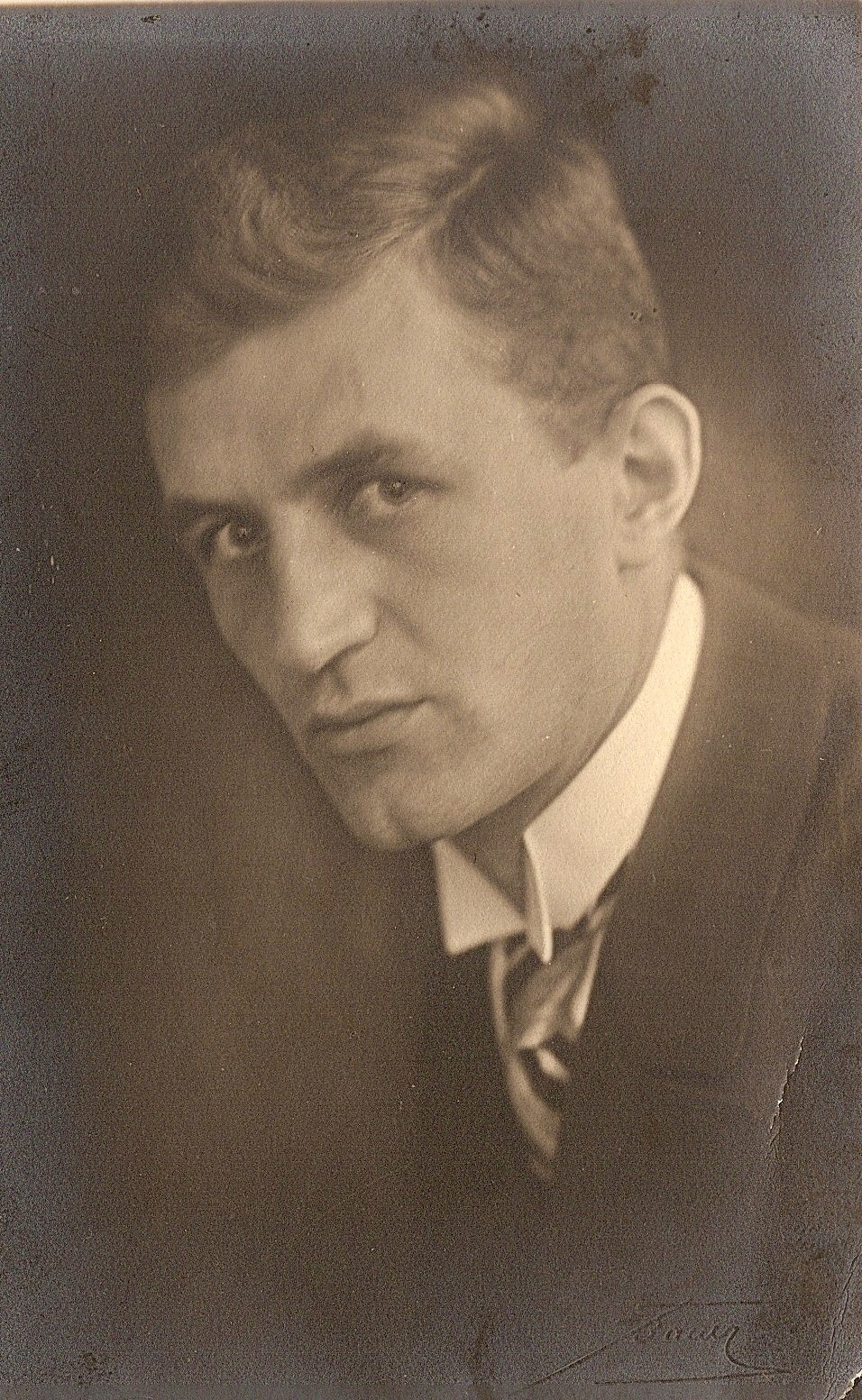
Erich Otto Kühn als Student 1923

Sein Studium begann er in Berlin und setzte es in Greifswald fort. An der theologischen Fakultät Heidelberg studierte er von 1921 bis 1922. Dort schloss er sich der Akademisch-Theologischen Verbindung Wartburg an, dessen Senior er auch wurde. Besonders beeindruckten ihn die Lehrer Martin Dibelius, Neues Testament, und Hans von Schubert, Kirchengeschichte und Altes Testament. Im 3. Semester wechselte er an die Universität Greifswald, an der er sich mit der orthodoxen Theologie auseinandersetzen musste. Herausragende Professoren waren Kurt Deißner, Neues Testament, Gustaf Dalman, Leiter des später nach ihm benannten Instituts für biblische Landes- und Altertumskunde, Eduard von der Goltz, praktischer Theologe.
Am 25. Oktober 1930 heiratete er Gertrud Bernhard, die im kirchlichen Fürsorgedienst Heidelberg arbeitete. Drei Söhne und zwei Töchter gingen aus dieser Ehe hervor.

## Zeit des Nationalsozialismus

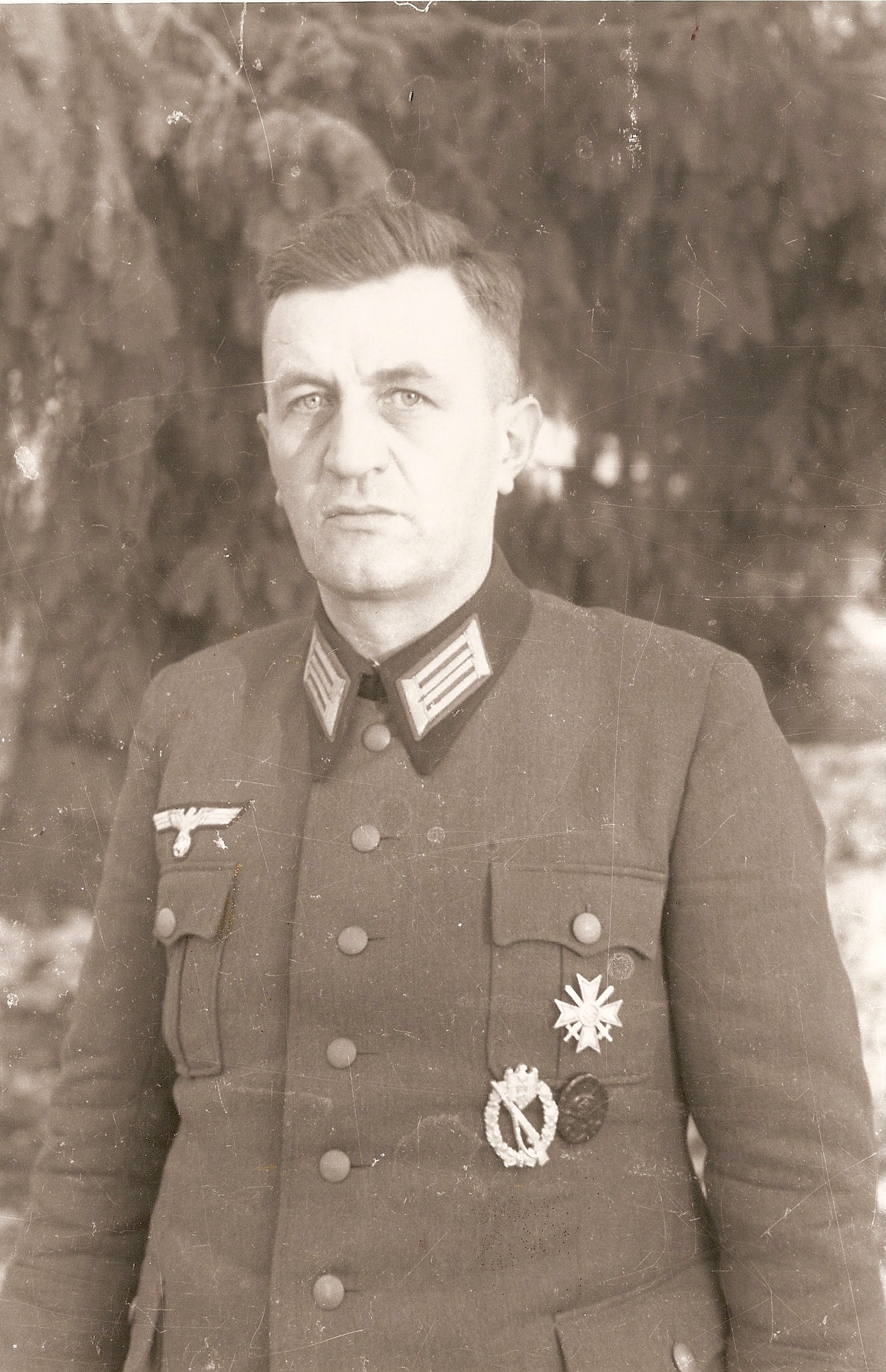
Erich Otto Kühn als Militärpfarrer von 1939 bis 1945

Der Kampf mit den Nationalsozialisten an seiner ersten Pfarrstelle in Linx bei Kehl (1930 bis 1934) rückte ihn ins Gespräch mit der Bevölkerung, weil jeden Sonntag die Beilage des „Führers“ und des „Hakenkreuzbanners“ (Nationalsozialistischen Zeitung) Angriffe gegen ihn brachten. Ein Abgeordneter des badischen Oberkirchenrates legte ihm eine Versetzung nahe, um das Verhandlungsklima zwischen Kirche und Staat nicht stärker zu gefährden. So kam er 1934 in die evangelische Gemeinde der Matthäus-Kirche nach Mannheim-Neckarau.
1939 wurde er zum Kriegsdienst eingezogen. Nach dem Frankreichfeldzug wurde er vor dem Überfall auf die Sowjetunion als Kriegspfarrer bei der 5. Infanterie- und später bei 5. Jäger-Division eingesetzt.
1945 kehrte er nach der englischen Gefangenschaft nach Mannheim-Neckarau zurück. Einen elfjährigen Sohn verlor er nach Kriegsende durch eine Sprengkörperexplosion in Heidelberg.

## Mannheim-Neckarauer Zeit

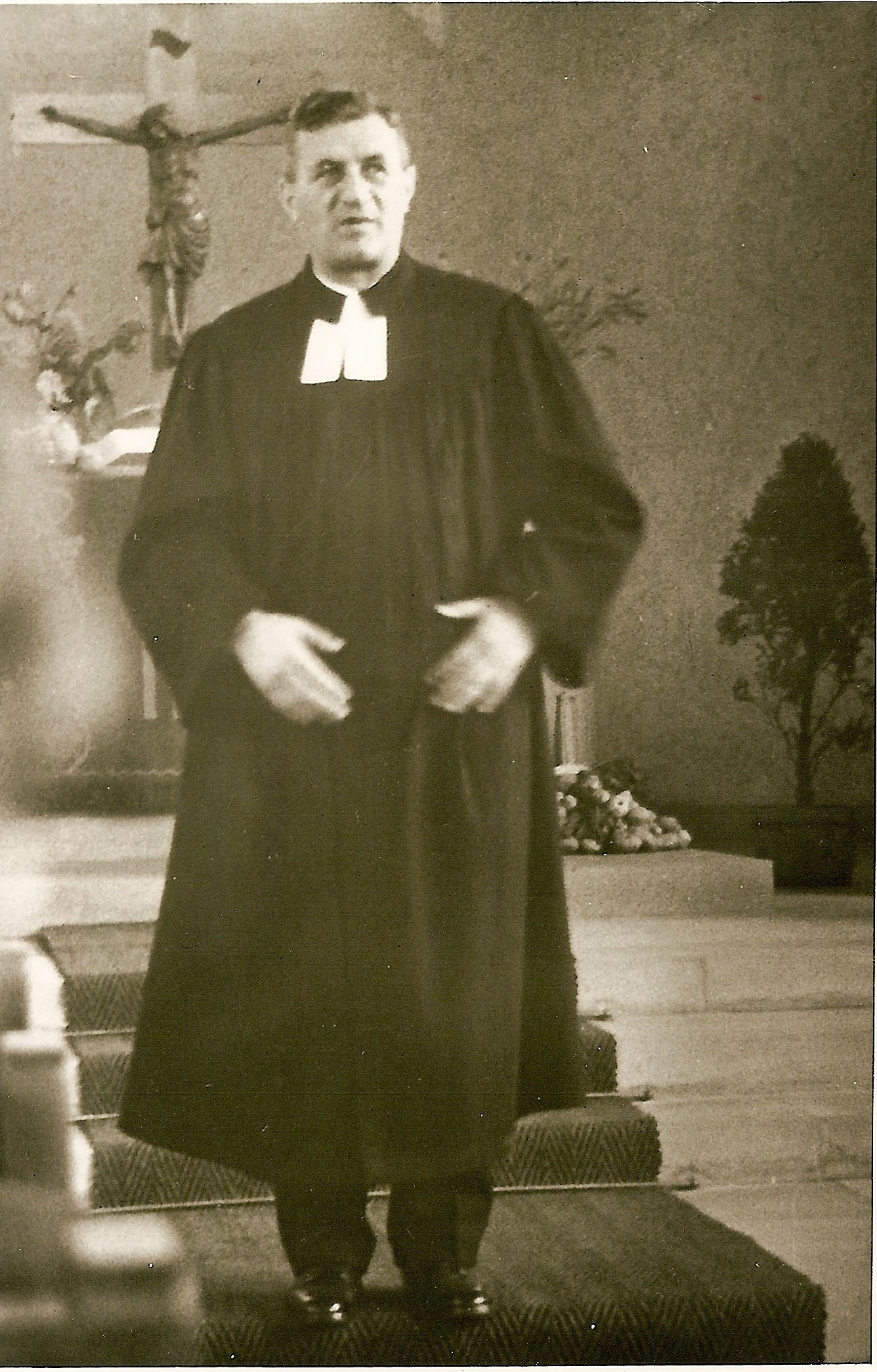
Erich Otto Kühn als Pfarrer in Mannheim-Neckarau 1952

Nach seiner Rückkehr aus dem Krieg nach Mannheim organisierte Kühn Heimkehrgottesdienste und bemühte sich bis 1954 um das Auffinden und die Freilassung von Kriegsgefangenen.
Um die Neckarauer Gemeinde aus ihrer parteilichen Zerstrittenheit herauszuführen, begann Erich Kühn „Häuser der Barmherzigkeit“ einzurichten. Es entstanden unter dem Namen "Neckarauer Liebeswerke" und später unter dem Dach „Verein für Gemeindediakonie und Rehabilitation“ Kindergärten, Heime für Menschen mit Behinderung, ein Altersheim und eine Pflegevorschule sowie das musische Johann-Sebastian-Bach-Gymnasium mit angeschlossenem Internat.
Nahezu 40 Jahre betreute er die Gemeinde der Matthäus-Kirche Mannheim-Neckarau, 14 Jahre leitete er als Präsident die „Deutsche Ostasienmission“ von 1956 bis 1970 neben seinem Pfarramt.

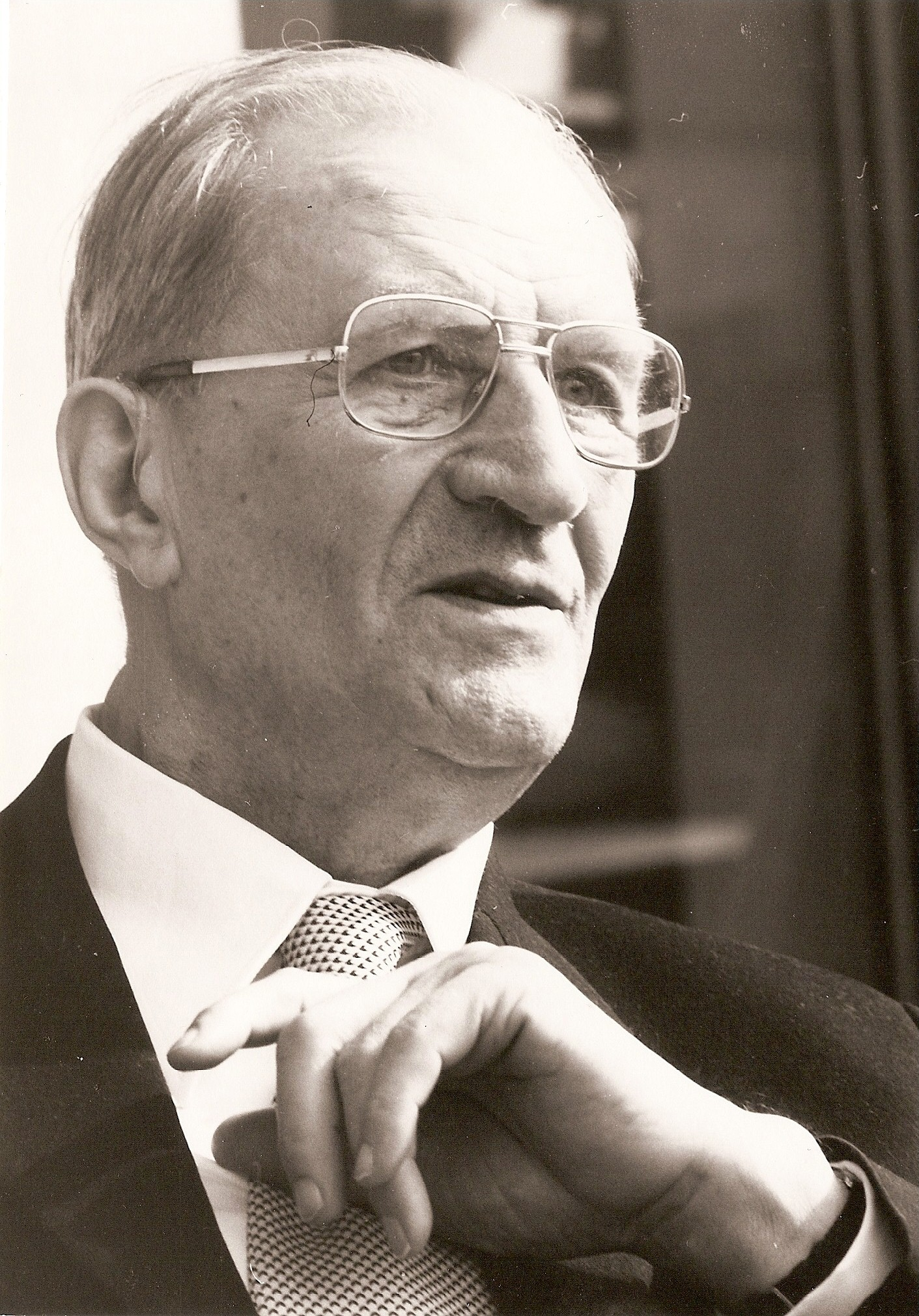
Erich Otto Kühn, Pfarrer in Mannheim-Neckarau und Religionslehrer am Johann-Sebastian-Bach-Gymnasium, 1970

In den 1960er Jahren gründete Kühn als Vorsitzender der Akademisch-Theologischen Verbindung Wartburg das Studentenwohnheim für Theologiestudenten „Wartburghaus“ in der Unteren Neckarstr. 21 in Heidelberg, welches bis heute als Studentenwohnheim fort existiert. Für seine Verdienste wurde er zum Ehrenvorsitzenden der Akademisch-Theologischen Verbindung Wartburg gewählt.
1973 ging Erich Kühn in den Ruhestand und starb am 27. Mai 1979 in Mannheim.